# Sonhos Roubados
Sonhos Roubados é um filme brasileiro de 2010, do gênero drama, dirigido por Sandra Werneck com roteiro baseado no livro As Meninas da Esquina - Diários dos Sonhos, Dores e Aventuras de Seis Adolescentes do Brasil, da jornalista Eliane Trindade. Retrata a vida nas favelas brasileiras sob o ponto de vista feminino.

## Elenco
- Nanda Costa - Jéssica/Melissa
- Amanda Diniz - Daiane
- Kika Farias - Sabrina
- Marieta Severo - Dolores
- Daniel Dantas - Tio Pery
- Nelson Xavier - Horácio
- Ângelo Antônio - Seu Germano
- Lorena da Silva - Tia Socorro
- Guilherme Duarte - Wesley
- Silvio Guindane - Anderson
- Zezeh Barbosa - Jandira
- MV Bill - Ricardo

## Prêmios
O filme recebeu o prêmio do júri popular no Festival do Rio de 2009 e também o de melhor atriz para Nanda Costa.
Em outubro de 2010, as atrizes Nanda Costa, Amanda Diniz e Kika Farias dividiram o prêmio Biarritz de melhor atriz por seus papeis no filme.